# John Sandford
John Sandford, pseudonimo di John Roswell Camp (Cedar Rapids, 23 febbraio 1944), è un giornalista e scrittore statunitense.

## Biografia
Dal 1971 al 1978 scrive per il giornale Miami Herald. In seguito, trasferitosi a Twin Cities, scrive per il St. Paul Pioneer Press.
Nel 1980 vince il Premio Pulitzer per una serie di storie sulla cultura dei nativi americani. Lo vince di nuovo nel 1986 per una serie di storie su una famiglia di contadini americani. Nel 1989 decide di interrompere la sua carriera giornalistica per dedicarsi a romanzi thriller.
Durante la sua carriera giornalistica usa il nome John Camp, adottando invece lo pseudonimo John Sandford una volta dedicatosi alla letteratura.
Nel 1993 scrive un romanzo di fantasmi che non vedrà mai la luce: infatti il suo editore gli sconsiglia di allontanarsi dal genere thriller a lui più congeniale.

## Opere

### Serie di Lucas Davenport
- 1989 - Codice di caccia (Rules of Prey)
- 1990 - Shadow Prey
- 1991 - Gli occhi della preda (Eyes of Prey), Sperling & Kupfer ISBN 8878249084
- 1992 - Silent Prey
- 1993 - Preda di ghiaccio (Winter Prey), Sperling & Kupfer ISBN 8878247308
- 1994 - La notte della preda (Night Prey), Sperling & Kupfer ISBN 8882740528
- 1995 - Il punto debole (Mind Prey), Sperling & Kupfer ISBN 8882744574
- 1996 - Sudden Prey
- 1997 - Le prede della notte (The Night Crew)
- 1998 - Secret Prey
- 1999 - La missione di Clara Rinker (Certain Prey), Sperling & Kupfer ISBN 8873390137
- 2000 - Preda facile (Easy Prey), Sperling & Kupfer ISBN 8882746038
- 2001 - Il piacere di uccidere (Chosen Prey), Sperling & Kupfer (uscito in Italia nell'ottobre 2006)
- 2002 - L'assassina (Mortal Prey), Sperling & Kupfer ISBN 8820036010
- 2003 - Preda nuda (Naked Prey), Sperling & Kupfer ISBN 8820037408
- 2004 - Hidden Prey
- 2005 - Broken Prey
- 2007 - Invisible Prey
- 2008 - Phantom Prey
- 2009 - Wicked Prey
- 2010 - Storm Prey
- 2011 - Buried Pre
- 2012 - Stolen Prey
- 2013 - Silken Prey
- 2014 - Field of Prey
- 2015 - Gathering Prey
- 2016 - Extreme Prey
- 2017 - Golden Prey
- 2018 - Twisted Prey
- 2019 - Neon Prey

### Serie di Kidd e LuEllen
Scritti con il nome di John Camp
- 1989 - Codice di accesso (The Fools Run), Segretissimo n. 1177
- 1991 - Imperatrice nera (The Empress File), Segretissimo n. 1198
- 2000 - The Devil's Code
- 2003 - The Hanged Man's Song

### Serie di Virgil Flowers
1. Dark of the Moon (2007) ISBN 0-399-15477-9
2. Heat Lightning (2008) ISBN 0425230619
3. Rough Country (2009) ISBN 0-399-15598-8
4. Bad Blood (2010) ISBN 0-399-15690-9
5. Shock Wave (2011) ISBN 0-399-15769-7
6. Mad River (2012) ISBN 0-399-15770-0
7. Storm Front (2013) ISBN 0-399-15930-4
8. Deadline (2014) ISBN 0-399-16237-2

### Altri romanzi
- 1997 - Le prede della notte (The Night Crew), Sperling & Kupfer ISBN 9788820043551 (uscito in Italia nel 2007)
- 2006 - Dead Watch
- 2015 - Corsa nello spazio (Saturn Run) ISBN 9788834731420 (uscito in Italia nel 2016)

## Libri di denuncia
- 1988 - The Eye and the Heart [scritto col nome di John Camp]
- 1989 - Plastic Surgery: The Kindest Cut [scritto col nome di John Camp]
- 2006 - Murder in the rough